# Istituto di Igiene delle Waffen SS
L'Istituto di Igiene delle Waffen-SS fu fondato nel 1939 a Berlino come Centro di ricerca batteriologica delle SS; nel 1940 divenne l'Istituto di Igiene delle Waffen-SS. L'Istituto fu responsabile anche degli esperimenti sulle persone nei campi di concentramento e di numerose altre indagini disumane. Dal 1941 fu diretto dal futuro SS-Oberführer Joachim Mrugowski.

## Classificazione organizzativa

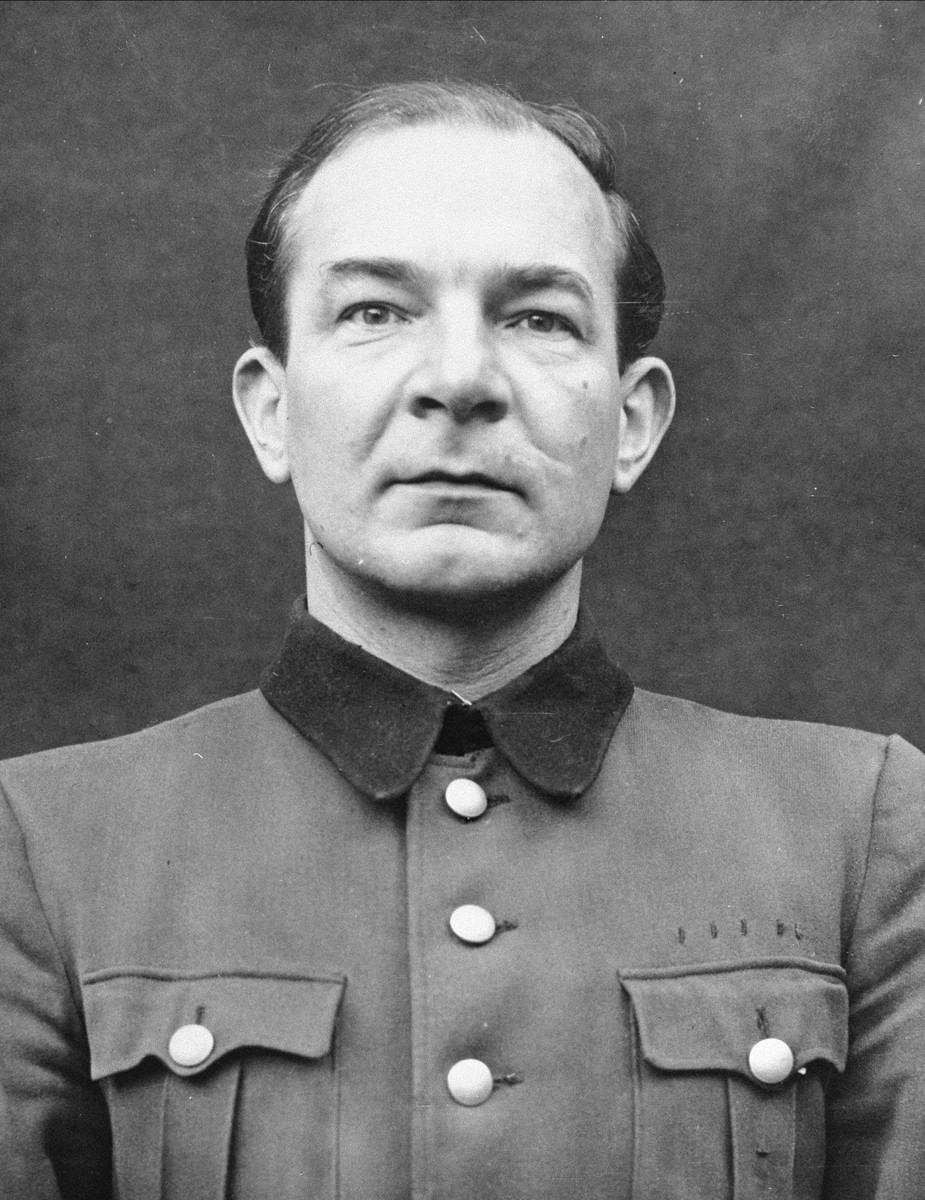
Joachim Mrugowski, imputato nel processo ai dottori di Norimberga.

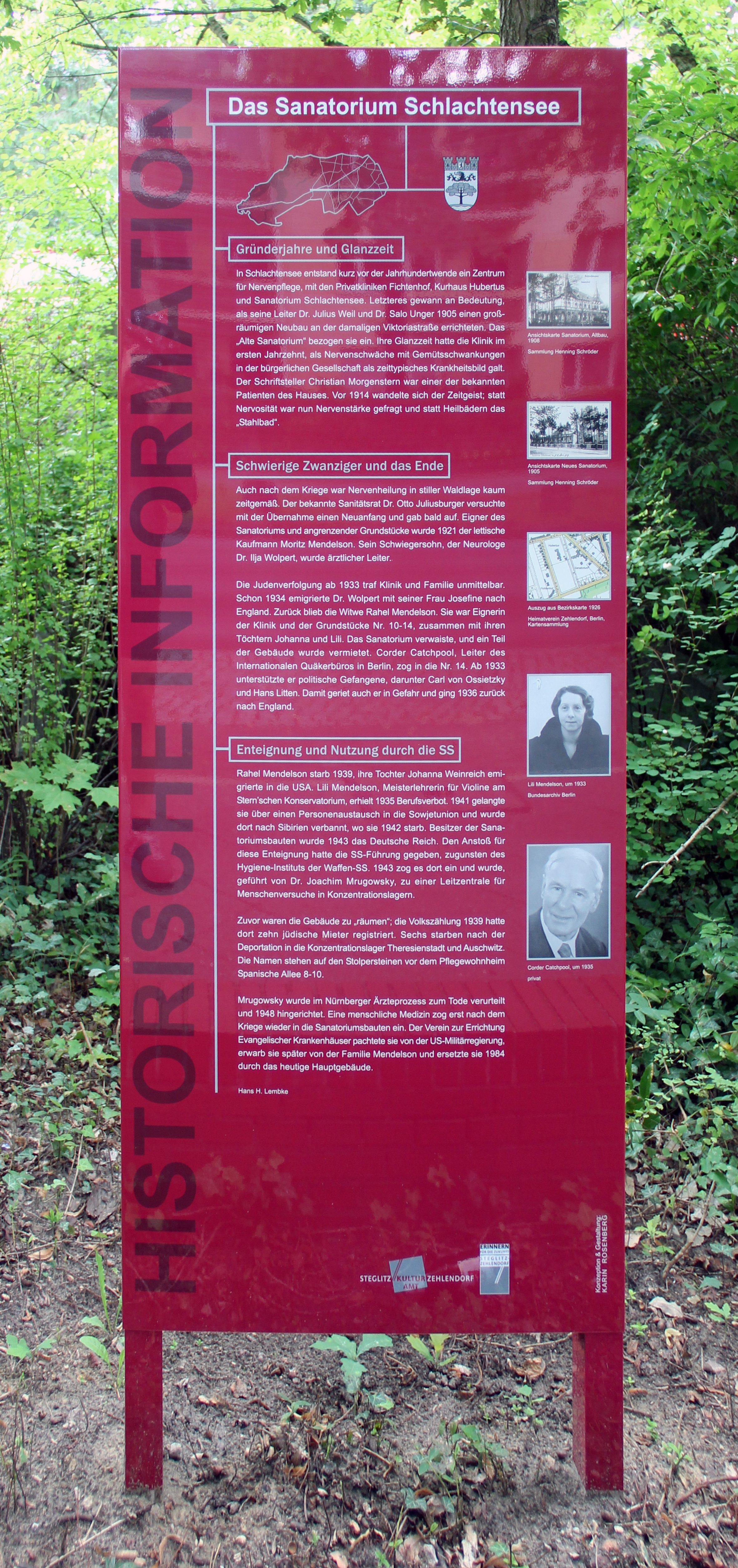
Targa commemorativa a Berlino-Nikolassee in Spanische Allee 10.

Le questioni importanti delle Waffen-SS venivano trattate dagli uffici principali delle SS che si occupavano, tra l'altro, del centro di comando delle Waffen-SS. Nei casi particolari la responsabilità passava al capo del Servizio medico delle Waffen-SS o all'Ufficio medico delle SS, a cui era subordinato l'Istituto di Igiene delle Waffen-SS. 

## Compiti
Nei primi anni della guerra i pericoli per la salute dell'esercito e delle SS derivanti dalle epidemie divennero un problema critico. La devastazione dei territori conquistati espose a rischi sanitari estremi anche la popolazione. Scoppiarono epidemie, aumentando la probabilità di infettarsi sia per i soldati della Wehrmacht che per i membri delle SS. Mancavano farmaci efficienti, la disponibilità dei vaccini era esigua e poterono essere vaccinati solo i medici; perciò l'Istituto di Igiene delle Waffen-SS fu chiamato a intervenire.
Il 29 dicembre 1941 la questione fu affrontata in due riunioni del Ministero degli Interni del Reich, a cui parteciparono il professor Eugen Gildemeister dell'Istituto Robert Koch e Albert Demnitz della I. G. Behringwerke di Marburgo. Si decise di testare l'idoneità di un vaccino di nuova concezione della Behringwerke insieme ad altre sostanze attive; inoltre Demnitz avrebbe dovuto contattare il capo dell'Istituto di Igiene Mrugowsky. I due decisero di far eseguire immediatamente dei test sui detenuti del campo di concentramento di Buchenwald. Il coordinamento e l'esecuzione degli esperimenti dovevano essere effettuati dall'Istituto di Igiene delle Waffen SS o con l'aiuto di esso.
Il 29 dicembre 1941 fu allestito un laboratorio sperimentale nel blocco di isolamento 46 del campo di Buchenwald. Le attrezzature e le colture batteriche furono procurate dall'Istituto di Igiene. Gli esperimenti sui detenuti iniziarono dagli agenti patogeni del tifo. Da metà aprile l'Istituto mantenne una stazione sperimentale in cui gli studi sull'uomo furono condotti ininterrottamente fino alla primavera del 1945: appena due settimane prima della liberazione del campo erano ancora in corso diverse serie di esperimenti. Ai prigionieri sani venivano iniettati gli agenti patogeni. La Croce Rossa stabilì in seguito che veniva testata l'efficacia dei vaccini contro il tifo e la dissenteria, della terapia del tifo e dell'edema da fame (avitaminosi), degli unguenti contro le ustioni da fosforo, nonché la tollerabilità dei vaccini contro il vaiolo, tifo, paratifo A e B, colera, difterite e febbre gialla. Il laboratorio faceva da campo di prova per gli ormoni sessuali, il plasma sanguigno, i veleni, il siero di convalescenza del tifo e per il controllo delle conserve di siero sanguigno. L'evoluzione del quadro clinico veniva monitorata fino alla morte dei prigionieri. In molti casi l'obiettivo era semplicemente quello di conservare il sangue infetto. Dall'agosto 1942 all'ottobre 1944 l'Istituto condusse a Buchenwald 35 serie di esperimenti sugli agenti patogeni epidemici in cui morirono 1.100 persone. Per i casi di sospetta tubercolosi, i laboratori dell'Istituto eseguivano gli esami del sangue di routine e i risultati venivano comunicati ai medici responsabili delle Waffen-SS.
Oltre a Buchenwald, l'Istituto creò laboratori in altri campi di concentramento: per esempio, a Rajsko, un'area vicina ad Auschwitz, aprì un laboratorio sperimentale diretto da Bruno Weber che lavorò a stretto contatto con il medico del campo Josef Mengele. Anche qui ci fu una stretta collaborazione con l'industria. In uno scambio di lettere tra il comandante del campo e la Bayer Leverkusen si parla della vendita di 150 detenute, anche se l'azienda ne contesta la veridicità. A Mauthausen nel 1943 vennero sperimentati i vaccini contro il paratifo e il tetano su 1.700 prigionieri. Tra il 1943 e il 1944 su diverse centinaia di persone furono testati sostituti nutrizionali. Altre serie di esperimenti con il "cibo orientale", costituito principalmente da cereali, causarono molte vittime.
Una tipica tabella dei risultati delle sperimentazioni con i preparati a base di acridina e Rutenol, presentata dall'Istituto di Igiene dopo che 39 prigionieri erano stati infettati da tifo e 21 erano già morti, era la seguente:
| Numero di casi | Sintomo                                     | Numero di casi | Sintomi                             |
| -------------- | ------------------------------------------- | -------------- | ----------------------------------- |
| 30             | Viso arrossato                              | 2              | Vomito (controllo)                  |
| 37             | Viso gonfio                                 | 15             | Costipazione                        |
| 39             | Congiuntivite                               | 12             | Diarrea                             |
| 9              | Brividi                                     | 1              | Emorragia intestinale               |
| 38             | Mal di testa                                | 13             | Tracheite                           |
| 39             | Esantema                                    | 15             | Bronchite                           |
| 38             | Esantema emorragico                         | 1              | Broncopolmonite (polmonite)         |
| 33             | Ingiallimento delle mani                    | 1              | Flemmone sottocutaneo sulla laringe |
| 1              | Infiammazione della pelvi renale e uretrite | 8              | Ronzio nelle orecchie               |
| 11             | Perdita dell'udito                          | 1              | Infiammazione renale                |
| 16             | Lingua gonfia                               | 2              | Mal di schiena                      |
| 6              | Emorragia nasale                            | 17             | Dolore agli arti                    |
| 4              | Disturbi del linguaggio                     | 5              | Intorpidimento delle estremità      |
| 4              | Svenimenti                                  | 39             | Insonnia                            |
| 10             | Contrazione muscolare                       | 16             | Dolore muscolare                    |
| 2              | Crampi                                      | 10             | Tremori alle mani                   |
| 2              | Sintomi di paralisi                         | 3              | Esoftalmo                           |
| 10             | Sonnolenza                                  | 9              | Apatia                              |
| 36             | Delirio                                     | 2              | Stupore catatonico                  |

La disumanità degli esperimenti è chiaramente mostrata nella panoramica seguente. Oltre a un elenco delle malattie secondarie osservate, i rapporti contenevano le informazioni sulla mortalità delle cavie e del gruppo di controllo non trattato, che venivano trasmesse all'Istituto di Igiene delle Waffen-SS.
| Mortalità               | Percentuale |
| ----------------------- | ----------- |
| durante il controllo    | 55,5        |
| con acridina in granuli | 53,3        |
| con Rutenol             | 53,3        |

Molti dei medici dei campi di concentramento non avevano alcuna competenza nel campo dei vaccini. Solo verso la fine della guerra l'Istituto di Igiene coinvolse nel ruolo di medici i prigionieri che in precedenza erano stati specialisti in materia, come Ludwik Fleck, i quali sabotarono il lavoro e riempirono di preparati inefficaci le fiale destinate al trattamento delle SS, mentre il siero utilizzabile fu somministrato ai prigionieri riuscendo così a salvare numerose vite. 
Dopo la guerra molti dei responsabili furono accusati nel processo ai medici di Norimberga, riconosciuti colpevoli e condannati a morte.